# Università Tecnica della Moldavia
L'università tecnica della Moldavia (in lingua romena: Universitatea Tehnică a Moldovei) è il più alto istituto di istruzione tecnico situato a Chişinău, in Moldavia, ed è l'unico istituto del genere nel paese ad essere accreditato dallo stato.

## Storia
L'università tecnica della Moldavia fu fondata nel 1964, sotto il nome di "Istituto politecnico di Chişinău", come centro per facoltà ingegneristiche ed economiche dall'università statale della Moldavia.

## Facoltà
L'università offre corsi in circa 80 specialità e specializzazioni, tra le seguenti dieci facoltà:
- Catasto, geologia e costruzioni
- Computer, informatica e microelettronica
- Energetica
- Industria della luce
- Ingegneria economica e commercio
- Ingegneria e gestione in costruzione di macchine
- Ingegneria e gestione in elettronica e telecomunicazioni
- Ingegneria e gestione in meccanica
- Tecnologia e gestione nell'industria alimentare
- Urbanistica e architettura